# Alexandre Duplessis
Pour les articles homonymes, voir Duplessis.
Alexandre Duplessis, né à Laval (Québec) en 1970, est un homme politique québécois qui a été maire intérimaire de Laval du 23 novembre 2012 au 28 juin 2013.

## Carrière politique
Comptable général accrédité de profession, Alexandre Duplessis est élu pour la première fois conseiller municipal du quartier Saint-Martin à Laval en 2005. Il est membre du Parti du ralliement officiel des Lavallois (PRO), dissous en novembre 2012 lorsque des allégations devant la Commission Charbonneau mènent à la démission du maire Gilles Vaillancourt. 
Duplessis devient le 23 novembre 2012 le 6e maire de Laval lorsqu'il succède au maire démissionnaire. Le Conseil municipal de Laval élit Duplessis, qui remporte 15 contre 3 un vote contre Jacques Saint-Jean. Dans la foulée des perquisitions menées par l'Unité permanente anticorruption (UPAC) et des accusations de gangstérisme portées contre l'ancien maire Vaillancourt, la ville de Laval est placée sous tutelle par le gouvernement du Québec le 3 juin 2013 et ce vraisemblablement jusqu'aux élections municipales québécoises prévues en novembre suivant. Duplessis prévoyait être candidat à la mairie de Laval en novembre 2013 mais annonce reconsidérer la chose après la mise en tutelle de la ville.
En décembre 2012, des perquisitions au bureau du maire Duplessis sont menées par l'UPAC et par l'escouade Marteau, chargée d'enquêter sur les crimes économiques. 
À la fin juin 2013, Alexandre Duplessis fait de nouveau la manchette après avoir porté plainte à la Sûreté du Québec pour tentative d'extorsion contre deux femmes, soit une prostituée et sa chauffeuse dont il aurait requis les services et qui auraient insisté pour être payées après que le maire, reconnu par les deux femmes, ait décidé d'annuler le rendez-vous. Le 28 juin 2013, Duplessis nie avoir reçu ou même sollicité des services sexuels mais dit avoir été victime d'une tentative d'extorsion de ces deux femmes. Il démissionne de son poste de maire plus tard dans la journée du 28 juin.